# Valea Lupului (gmina)
Valea Lupului – gmina w Rumunii, w okręgu Jassy. Obejmuje tylko jedną miejscowość Valea Lupului. W 2011 roku liczyła 4982 mieszkańców.